# Cleantioides rotundata
Cleantioides rotundata là một loài chân đều trong họ Holognathidae. Loài này được Kussakin miêu tả khoa học năm 1982.